# HD161851
HD161851 — хімічно пекулярна зоря спектрального класу
A0 й має видиму зоряну величину в смузі V приблизно  8,5.

## Пекулярний хімічний склад
Зоряна атмосфера HD161851 має підвищений вміст 
Si
.